# 飯田商店
飯田商店（いいだしょうてん）は、神奈川県足柄下郡湯河原町に本店を構えるラーメン店。支店も有するが、以下は原則として本店について解説する。

## 概要
2025年6月時点で、提供されるラーメンの基本メニューはしょうゆらぁ麺・しおらぁ麺・つけ麺の3種。つけ麺はしょうゆ味としお味から選ぶことができる。入店にはWebサイトによる事前予約が必要。
「ラーメンの聖地」「日本一予約の取れないラーメン店」などと呼ばれるほか、提供されるラーメンは「至高の一杯」とも称される。
2025年5月1日時点の食べログでの評価は4.10点で、食べログ登録の日本全国のラーメン店38,782軒の中で1位となっている。

## 沿革
1977年、神奈川県真鶴町に生まれた飯田将太は和食の料理人を志して東京に行ったのだが、2003年に実家の水産加工食品卸業に多額の借金があることを告げられて、地元に戻り、借金返済のために叔父が営むチェーン系のラーメン店『ガキ大将ラーメン湯河原店』で店長として働くことになった。
佐野実の『支那そばや』のラーメンに衝撃を受け、自分で作ったスープ、自分が作った麺を提供する店を作りたいという思いが強くなる。
2010年3月16日に『らぁ麺屋 飯田商店』を開業。神奈川県相模原市の『69'N'ROLL ONE』に強く影響を受けたラーメンを提供していたが、クオリティが伴っておらず、開業から数年は「町のラーメン屋さん」という感じであり、たまに並びができることもあるが、誰でも待たずに食べられる店であった。客が1人も来店しない日もあったという。
2019年10月4日、ららぽーと沼津の開業とともに、同地のフードコートに支店を出店。1ヶ月目の売上は4000万円に達し、日本のフードコートの売上記録を更新した。
異業種との交流の中で飯田は「ラーメン界はこれでいいのか？」という疑問を抱くようになる。ラーメン界では「当たり前」となっていることが他の業界から見ると異質なことがある。ラーメン店は「（ラーメン）1000円の壁」という言葉もあるが、著名中華料理店では担々麺が一杯3800円で販売されている。飯田は「1000円の壁」は死語にしなければならないと思い、2022年5月にメニューをリニューアルし、食材原価・人件費・光熱費などを考えて販売価格を1600円とした。この価格設定は業界において大きな話題を集めた。
TRYラーメン大賞では、2017年から2020年にかけてTRY大賞4連覇を達成し、殿堂入りを果たした。2021年2月28日には一番弟子の渡邊大介が独立し、東京都青梅市に『Ramen FeeL』を開業。同店もTRYラーメン大賞 2021-2022で新人大賞を受賞するなど高い評価を得ている。
2025年4月には、店名を従来の『らぁ麺 飯田商店』から『飯田商店』に変更した。

## 店舗一覧
- 飯田商店（本店）：神奈川県足柄下郡湯河原町
- ららぽーと沼津 湯河原 飯田商店：静岡県沼津市東椎路[15][16]